# 松下洸平
松下洸平（／ Matsushita Kōhei，1987年3月6日—），日本男演員、創作歌手，出生於東京都，所屬經紀公司為cube。

## 簡歷
- 由於母親是美術老師和油畫畫家，松下從小開始接觸美術，並升讀了美術高中。
- 在高三時松下觀看了電影《修女也瘋狂2》，因此對音樂產生了興趣，並打算改變志向成為歌手。
- 2008年以「洸平」之名作為歌手出道。出道早期由於唱片公司認為光唱歌不足以留下印象，因此松下會在唱歌的間奏時現場作畫。
- 2009年首次參演音樂劇，之後松下長年專注於舞台演出，2018年以改編自同名電影的舞台劇《若與母親同住》獲得「杉村春子賞」等多項舞台劇獎項。
- 2019年在戶田惠梨香主演的晨間劇《緋紅》中出演主人公的丈夫「八郎」一角，因此知名度大增，隨後在《遙距戀愛》、《最愛》等多部黃金檔連續劇飾演第一男主角。
- 2021年宣布重啟歌手活動，8月發行單曲《つよがり》，以本名「松下洸平」再次出道。
- 2023年主演連續劇《至愛之花》，出道十多年以來首次擔任黃金檔主演。同年首次出演大河劇，在《致光之君》中與吉高由里子第三度共演。

## 人物
- 身高175公分，血型A型。
- 愛好是做飯，看著舞台[2]。
- 左撇子

## 影視作品

### 電影
- B的戰場（日语：Bの戦場#映画）（2019年3月15日上映、KATSU-do）－ 下河辺
- 燃燒吧！劍（日语：燃えよ剣#2021年版）（2021年10月15日上映、東寶）－ 齋藤一
- 我是牧本（日语：アイ・アム まきもと）（2022年9月30日上映、索尼影視娛樂）－ 神代
- 勿說是推理（2023年9月15日上映、東寶）－ 車坂朝晴

### 連續劇
- 再也不誘拐了（2012年1月3日、CX)
- 再一次對你求婚（2012年4月20日 - 6月22日、TBS）－ 進藤松二
- 歡迎來到蝴蝶莊（日语：てふてふ荘へようこそ#テレビドラマ）（2012年10月27日 - 12月15日、BS Premium）－ 平原明憲
- 陽光照耀之地 第1集（2013年1月8日、NHK）－ 亮
- 卡拉馬助夫兄弟們（2013年1月12日 - 3月23日、CX）－ 末松進
- 押忍!!ふんどし部!（日语：押忍!!ふんどし部!#テレビドラマ） 第11-13集（2013年6月20日 - 7月4日、神奈川電視台）－ 執行委員會主席
- 家族的裏事情（日语：家族の裏事情）（又名《家庭內幕》，2013年10月25日 - 12月13日，CX）－ 石和晴彦
- 警察廳特殊防犯課（日语：トクボウ 朝倉草平）（2014年4月3日 - 6月29日、讀賣電視台）－ 辻 恵一
- 出色的選TAXI 第2集（2014年10月21日、關西電視台）－ 松原巡警
- 約會大作戰 第3集（2015年2月2日、CX）－ 奧田
- 歡迎光臨本飯店 第5集（2015年8月4日、TBS）－ 朝比奈公彥
- 無痛～診療之眼～ 第3集（2015年10月21日、CX）－ 篠崎大和
- 家政夫三田園 第2集（2016年10月28日、EX）－ 野口正晃
- 傳聞中的女人 第1集（2018年4月14日、BS東視）－ 北島雄一
- 限時嫁人大作戰（日语：SURVIVAL WEDDING#テレビドラマ）（2018年7月14 - 9月22日、NTV）－ 村田英壽
- 搜查會議在客廳（日语：捜査会議はリビングで!）（2018年7月15日 - 9月2日、BS Premium）－ 松井廣樹
- X光室的奇蹟 第3集（2019年4月22日、CX）－ 平田公太
- 晨間劇 緋紅 第8-25週（2019年11月20日 - 2020年3月28日、NHK）－ 十代田八郎／川原八郎
- 搜查會議在客廳 再來一碗！（日语：捜査会議はリビングで!）（2020年2月16日 - 3月22日、BS Premium）－ 松井廣樹
- MIU404 第2集（2020年7月3日、TBS）－ 加加見崇
- ＃遙距戀愛 普通的戀愛是邪道（2020年10月14日 - 12月23日、NTV）－ 青林風一
- 認識的妻子 （2021年1月7日 - 3月18日、CX）－ 津山千晴
- 那邊的盡頭（日语：向こうの果て）（2021年5月14日 - 7月2日、WOWOW）－ 君塚公平
- 最愛（2021年10月15日 - 12月17日、TBS）－ 宮崎大輝
- 麻煩一族（2022年4月21日 - 6月30日 、CX）－ 深山健太
- 遊戲之子（2022年10月16日 - 12月11日、TBS）－ 菅生隼人
- 忍者結婚很難 第10集（2023年3月9日、CX）－ 山田伸彥
- 不可能合理～偵探・上水流涼子的解析～（2023年4月17日 - 6月26日、關西電視台）－ 貴山伸彥
- 最好的老師（2023年7月15日 - 9月23日、NTV）－ 九條蓮
- 至愛之花（2023年10月12日 - 12月21日、CX）－ 主演・春木椿（與多部未華子、神尾楓珠、今田美櫻共同主演）
- 9Border（2024年4月19日 - 6月21日、TBS）－ コウタロウ/芝田悠斗
- 大河劇 致光之君 第21回 - 第24回（2024年5月26日 - 6月16日、NHK）－ 周明
- 放課後的病歷表（2024年10月12日 - 12月21日、NTV）－ 主演・牧野峻
- 大河劇 豐臣兄弟！ （2026年、NHK）－ 德川家康

### 特別劇
- 積木くずし 最終章（日语：積木くずし#積木くずし 最終章）（2012年11月23 - 24日、CX）－ 新人演員
- 船梨精偵探（日语：ふなっしー探偵）（2016年1月7日、CX）－ 矢島太郎
- マザー・強行犯係の女〜傍聞き〜（日语：傍聞き#テレビドラマ）（2016年4月20日、東視）－ 齊藤拓也
- 悲慘世界 無盡的旅程（日语：レ・ミゼラブル 終わりなき旅路）（2019年1月6日、CX）－ 碓冰慎
- Home Not Alone（2020年5月18日 - 5月22日、NHK綜合〈關西地域〉） - 主演・常林浩也[3]（與櫻庭奈奈美雙主演）
- 世界奇妙物語 2020年夏日特別編（日语：世にも奇妙な物語_夏の特別編_(2020年)#燃えない親父）「燃えない親父」（2020年7月11日、CX）－ 松田光一
- 東京白日夢女2020（2020年10月7日、NTV）－ 朝倉理一
- 潛入捜査官 松下洸平（2023年9月5日 - 19日、TVer）－ 主演・松下洸平

### 動畫
- 電影版 DEEMO 櫻色旋律-你所彈奏的琴音 至今仍在迴響-（2022年2月25日上映、波麗佳音）－ 漢斯（配音）

### 固定節目
- Beポンキッキ（日语：Beポンキッキ）（2009年4月 - 8月、BS富士兒童節目）
- ZIP!（2020年11月 - 至今、NTV晨間節目）- 週五成員
- 美食冤大頭（2021年1月 - 12月、NTV綜藝節目）- 「冤大頭22」成員
- 美麗日本之旅（日语：美しい日本に出会う旅）（2021年10月 - 至今、BS-TBS旅遊節目）- 聲音導航（旁白）

## 舞台作品

### 音樂劇
- 「GLORY DAYS（英语：Glory Days (musical)）」（2009年6月 - 7月） - Jack
- 「ALTER BOYZ Orange（日语：ALTARBOYZ）」（2010年11月 - 12月） - Mark
- 「ALTER BOYZ TOUR FINAL」（2010年） - Mark
- 「愛と青春の宝塚リバイバル〜恋よりも生命よりも〜（日语：愛と青春の宝塚#舞台化）」（2011年2月 - 3月） - オサム
- 「リタルダンド」（2011年7月） - 笹岡恵治
- 「Thrill Me（日语：スリル・ミー）」（2011年 - 2014年、2019年[4]）- 主演・我（Nathan）
- 「Next to Normal（英语：Next to Normal）」（2013年9月 - 10月） - Henry [5]
- 「三個阿道夫」（2015年6月 - 7月） - 阿道夫·卡密爾 [6]
- 「Radiant Baby（英语：Radiant Baby）」（2016年6月） - Carlos[7]
- 「魔都夜曲」（2017年7月） - 鳥谷良治
- 「Scarlet Pimpernel（英语：The Scarlet Pimpernel (musical)）」（2017年11月 - 12月） - Armand St. Just
- 「夜来香ラプソディ」（2022年3月 - ） - 主演・服部良一 [8]

### 話劇
- 「さくら色 オカンの嫁入り（日语：オカンの嫁入り#舞台）」（2010年9月 - 10月） - ハチ〔犬〕
- 「恋するブロードウェイvol.1」（2011年）
- 「ヴィラ・グランデ青山〜返り討ちの日曜日〜」（2011年11月 - 12月） - 日野康也[9]
- 「十九歳のジェイコブ」（2014年6月） - ユキ
- 「崩壊」系列 - 看場徹 
  - 「九条丸家の殺人事件]」（2016年4月 - 5月）
  - 「リメンバーミー」（2017年4月 - 5月）
- 「木の上の軍隊（日语：木の上の軍隊）」（2016年[10]、2019年[11]） - 新兵
- 「TERROR テロ」（2018年1月 - 2月） - コッホ少佐
- 「若與母親同住」（2018年、2021年7月 - 8月[12][13]） - 福原浩二
- 「ベイジルタウンの女神」（2020年9月 - 10月） - ヤング
- 「Chameleon's Lip」（2021年4月 - 5月）- 主演・Rufus
- 「闇に咲く花」（2023年8月 - 9月）- 主演・健太郎

### 朗讀劇
- 「血字的研究」（2012年9月27日） - 華生[14]
- 「その後のふたり」（2014年7月21日） - 純哉 [15]

## 音樂作品

### 錄音室專輯
| 序                     | 發行資料                                                      | 曲目 |
| 以「松下洸平」名義發行 |                                                               | |
| 1st                    | 《POINT TO POINT》 - 發行日期：2022年11月23日 - 銷量：11,439+ | 曲目 1. Way You Are 2. Color of love 3. BET 4. リズム 5. つよがり 6. あなた 7. KISS 8. エンドレス 9. ハロー 10. 体温 11. MUSIC WONDER |

### EP
| 序                     | 發行資料                                              | 曲目 | 收錄專輯                       |
| 以「松下洸平」名義發行 |                                                       | |                                |
| 1st                    | 《あなた》 - 發行日期：2021年12月22日 - 銷量：11,595+ | 曲目 1. あなた 2. FLY & FLOW 3. One 4. 彼方 5. 旅路 6. あなた (Instrumental) 7. FLY & FLOW (Instrumental) 8. One (Instrumental) 9. 彼方 (Instrumental) 10. 旅路 (Instrumental) | 主打曲收錄於《POINT TO POINT》 |

### 單曲
| 序                     | 發行資料                                              | 曲目 | 收錄專輯                       |
| 以「洸平」名義發行     |                                                       | |                                |
| 1st                    | 《STAND UP!》 - 發行日期：2008年11月5日               | 曲目 1. STAND UP! 2. 涙の中に君がいる                                                                                               | 未收錄                         |
| 2nd                    | 《おはよう おやすみ》 - 發行日期：2009年6月17日       | 曲目 1. おはよう おやすみ | 未收錄                         |
| 以「松下洸平」名義發行 |                                                       | |                                |
| 1st                    | 《つよがり》 - 發行日期：2021年8月25日 - 銷量：9,580+ | 曲目 1. つよがり 2. STEP! 3. みんなが見てる空 4. つよがり (Instrumental) 5. STEP! (Instrumental) 6. みんなが見てる空 (Instrumental) | 主打曲收錄於《POINT TO POINT》 |
| 2nd                    | 《Way You Are》 - 發行日期：2022年8月17日             | 曲目 1. Way You Are 2. Only you 3. Way You Are (Instrumental) 4. Only you (Instrumental) 5. FLY & FLOW (Acoustic ver.)              | 主打曲收錄於《POINT TO POINT》 |

### 數位單曲
| 序                     | 發行資料                                    | 曲目             | 收錄專輯                       |
| 以「洸平」名義發行     |                                             |                  |                                |
| 1st                    | 《止まない雨》 - 發行日期：2008年6月25日    | 1. 止まない雨    | 《洸平 LIVE SPACE LIMITED CD》 |
| 2nd                    | 《Summer Breeze》 - 發行日期：2008年7月30日 | 1. Summer Breeze | 《洸平 LIVE SPACE LIMITED CD》 |
| 3rd                    | 《ライター》 - 發行日期：2008年8月27日      | 1. ライター      | 未收錄                         |
| 以「松下洸平」名義發行 |                                             |                  |                                |
| 1st                    | 《KISS》 - 發行日期：2022年3月14日          | 1. KISS          | 《POINT TO POINT》             |
| 2nd                    | 《体温》 - 發行日期：2022年10月19日         | 1. 体温          | 《POINT TO POINT》             |
| 3rd                    | 《MUSIC WONDER》 - 發行日期：2022年11月9日  | 1. MUSIC WONDER  | 《POINT TO POINT》             |

### 參與歌曲
| 序  | 發行資料                                                                               | 參與曲目                        | 備註 |
| 1st | 《恋だろ - From THE FIRST TAKE》 - 發行日期：2022年10月7日 - 發行歌手：wacci、松下洸平 | 1. 恋だろ - From THE FIRST TAKE | 原曲是wacci為松下參演的連續劇《麻煩一族》演唱的插曲，此單曲收錄wacci與松下在THE FIRST TAKE上合作演唱的現場版本。 |

### 演唱會
個人巡演
- KOUHEI MATSUSHITA LIVE TOUR 2021 ～Heart to Heart～（2021年1月10日 - 3月6日、7場公演）
- KOUHEI MATSUSHITA LIVE TOUR 2022 〜CANVAS〜（2022年1月8日 - 1月20日、6場公演）
- KOUHEI MATSUSHITA LIVE TOUR 2022 〜POINT TO POINT〜（2022年11月30日 - 2023年3月5日、11場公演）

聯合公演
- 「PRINCE LIVE 〜2014 Xmas〜」（2014年12月）[19][20]
- 「PRINCE LIVE 〜2015 SUMMER〜」（2015年7月）[21]

## 連載
- 雜誌《達文西》（ダ・ヴィンチ）連載 「フキサチーフ」（2021年4月號 - 至今）
- 雜誌《AERA》連載「じゅうにんといろ」（2022年7/18-25合併號起）

## 獲獎記錄
| 年度         | 獎項名稱                 | 類別              | 相關作品                                 | 結果 |
| ------------ | ------------------------ | ----------------- | ---------------------------------------- | ---- |
| 2018年度     | 第73回文化事務局藝術節獎 | 舞台劇部門 新人賞 | 話劇《若與母親同住》                     | 獲獎 |
| 2018年度     | 第26回讀賣舞台劇大獎     | 優秀男優賞        | 話劇《若與母親同住》 音樂劇《Thrill Me》 | 獲獎 |
| 2018年度     | 第26回讀賣舞台劇大獎     | 杉村春子賞        | 話劇《若與母親同住》 音樂劇《Thrill Me》 | 獲獎 |
| 2020年・冬季 | 第104回日劇學院賞        | 助演男優賞        | 晨間劇《緋紅》                           | 4位  |
| 2021年・秋季 | 第110回日劇學院賞        | 助演男優賞        | 連續劇《最愛》                           | 3位  |
| 2022年・春季 | 第112回日劇學院賞        | 助演男優賞        | 連續劇《麻煩一族》                       | 2位  |
| 2022年度     | anan AWARD 2022          | 演員部門          |                                          | 獲獎 |
| 2022年度     | 2023年 Élan d'or 賞      | 新人賞            |                                          | 獲獎 |
| 2023年・夏季 | 第117回日劇學院賞        | 助演男優賞        | 連續劇《最好的老師》                     | 5位  |
| 2023年・秋季 | 第118回日劇學院賞        | 主演男優賞        | 連續劇《至愛之花》                       | 2位  |
| 2024年・秋季 | 日刊體育日劇大賞季選     | 主演男優賞        | 連續劇《放課後的病歷表》                 | 獲獎 |

## 外部連結
- 松下洸平官方網站 （页面存档备份，存于）
- 松下洸平資料 （页面存档备份，存于）
- 松下洸平的Instagram帳戶（页面存档备份，存于）
- 松下洸平的Twitter帳戶(STAFF)的X（前Twitter） （页面存档备份，存于）
- YouTube上的松下洸平頻道